# Lemniscomys
Lemniscomys és un gènere de rosegadors miomorfs de la família Muridae. És un gènere de distribució exclusivament africana.

## Taxonomia
- Lemniscomys barbarus, Linnaeus, 1766.
- Lemniscomys bellieri, Van der Straeten, 1975.
- Lemniscomys griselda, Thomas, 1904.
- Lemniscomys hoogstraali, Dieterlen, 1991.
- Lemniscomys linulus, Thomas, 1910.
- Lemniscomys macculus, Thomas i Wroughton, 1910.
- Lemniscomys mittendorfi, Eisentraut, 1968.
- Lemniscomys rosalia, Thomas, 1904.
- Lemniscomys roseveari, Van, 1980.
- Lemniscomys striatus, Linnaeus, 1758.
- Lemniscomys zebra, Heuglin, 1864.